# Новицкий, Илья Фёдорович

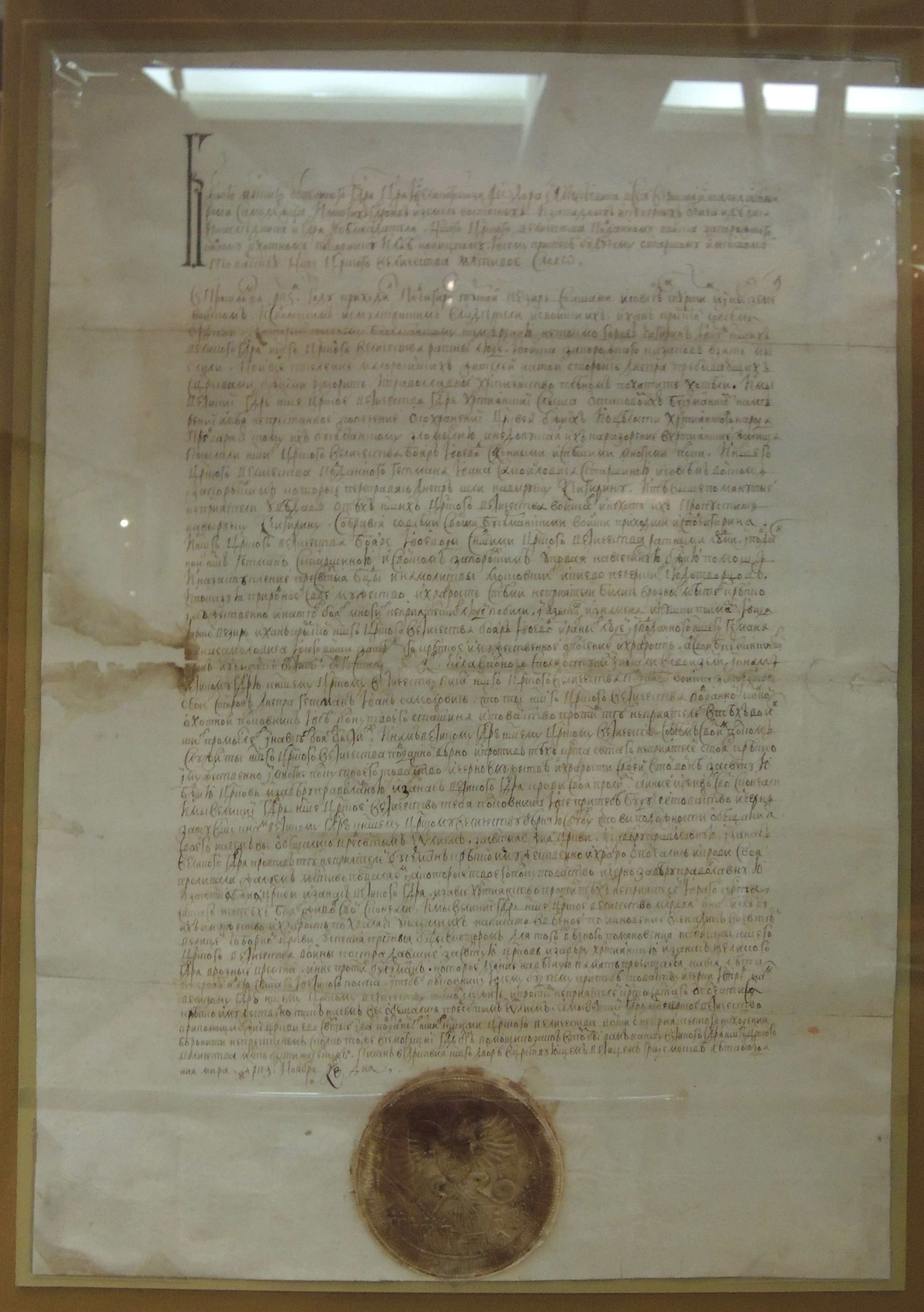
Грамота царя Федора Алексеевича всему Запорожскому войску во главе с конным охотником Ильей Новицким. Благодарность за совместную борьбу с турками во время Чигиринского похода и обещание помощи на будущее. 1679. Прикладная печать Малороссийского приказа. РГАДА.

Илья Фёдорович Новицкий (1630-е — 1704) — казацкий военный деятель, полковник компанейского (охочекомонного) полка Запорожского войска, позднее 9-го Киевского гусарского полка.

## Биография
Впервые Илья Фёдорович упоминается в документах, датированных 23 июня 1671 года: в то время он был «комендантом его королевской милости Дымерским». О начале его военной службы достоверных сведений не сохранилось. 

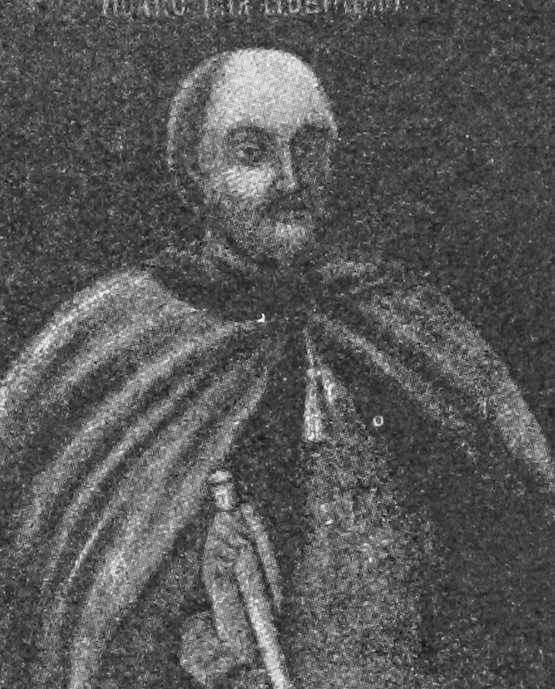
Фото из «ВЭС»

В марте 1669 года Новицкий стал главой основанного новым гетманом Демьяном Многогрешным компанейского полка, расформированного в 1672 году, после чего снова служил комендантом в Дымере. Оставался на этой должности как минимум до 1673 года, но уже в январе 1674 года упомянут в документах как «охочекомонный полковник», хотя окончательное его утверждение в чине полковника Самойловичем произошло только в 1676 году. 
В сентябре 1677 года по охранной грамоте от гетмана его супруга София Новицкая с сыном Григорием и дочерью переехали в Карп, а затем в подаренное ему за службу село Нехаевка. 
С 1674 года по 1697 год Илья Фёдорович выполнял различные важные поручения гетманов, в первую очередь по вопросам охраны границ от крымских татар. В сражении с ними в 1674 году Илья Федорович получил тяжёлое ранение. Впоследствии участвовал в отражении османско-татарских атак (1677—1678), Крымских походах В. В. Голицына (1687, 1689), в Нижнеднепровской кампании (1695—1698). 
В 1685 году умерла его жена, после чего Новицкий женился вторично. 
В 1696 году Мазепа, ценивший его как опытного советника, назначил Новицкого главным начальником всех городов и сёл на границе с татарскими владениями. Его усилиями была сформирована система охранной и разведывательной службы по Днепру и Ворскле. Получив в том же году титул «значкового войского товарища», вскоре вышел в отставку, поскольку в 1697 году упоминается уже как «бывший полковник охотницкий». Полк был передан его сыну Григорию. 
В отставке жил Нехаевке, занимался хозяйством; в 1702 году ещё упоминался как «значковый войсковой товарищ».